# پیامبر (کتاب رهنما)
پیامبر نام کتابی است نوشته زین‌العابدین رهنما پیرامون زندگی محمد بن عبدالله که نخستین بار در سال ۱۳۱۶ در دمشق به چاپ رسید و تاکنون بارها به قطع‌ها، شکل‌های مختلف و جلدهای گوناگون تجدید چاپ شده‌است.
این کتاب از مشهورترین آثار این نویسنده است و احتمالاً نخستین کتاب ایرانی است که به سبک یک رمان تاریخی درباره زندگی محمد نوشته‌شده‌است.

## جوایز
رهنما در سال ۱۳۵۱، به خاطر نوشتن این کتاب و کتاب حسین از روبردو سوزا، سفیر فرانسه در ایران لقب «کماندور» و نشان دانش و هنر دریافت کرد؛ رهنما نيز با اجازه رسمی از طرف شاه اين نشان را پذيرفت.

## نقد
برخی منتقدان صحت تاریخی قسمت‌هایی از کتاب را زیر سؤال برده‌اند و تمام مطالب آن را منطبق با واقعیت نمی‌دانند.
کسانی چون هانری ماسه، ال‌ول ساتن، رضا توفیق، سعید عقل و سعید نفیسی بر این کتاب یادداشت نوشته‌اند.